# Hollern-Twielenfleth
Hollern-Twielenfleth is een gemeente in de Duitse deelstaat Nedersaksen. De gemeente maakt deel uit van de Samtgemeinde Lühe in het Landkreis Stade.
Hollern-Twielenfleth telt 3.387 inwoners.

## Geografie
De gemeente bestaat uit drie dorpen, van zuidoost naar noordwest, Hollern, Twielenfleth en Bassenfleth.
Twielenfleth ligt direct aan de Elbe, het grootste deel van de andere twee dorpen ligt iets verder landinwaarts. Tegenover de gemeente liggen, te midden van een groot natuurgebied langs de Elbe, de Sleeswijk-Holsteinse dorpen Haseldorf en Hetlingen.
De gemeente wordt aan de westzijde begrensd door de stad Stade, waarmee ook een streekbusverbinding bestaat.

## Economie
Hollern-Twielenfleth behoort tot de bekende fruitteeltregio Altes Land. De teelt van fruit, vooral appels, is, samen met het toerisme, het voornaamste middel van bestaan van het dorp. De gemeente beschikt over veel verblijfsaccommodaties voor toeristen, vooral pensions en campings. Aan de Elbe staat een vakantiehuisjespark.
Bij de gemeentegrens met Stade, ten westen van Hollern, ligt een bedrijventerrein met o.a. een groothandel in fruit en een groot vrachtwagenbedrijf, dat zich heeft gespecialiseerd in transport van gevaarlijke stoffen; hiervoor is op het bedrijfsterrein ook een opslaggebouw aanwezig.

## Geschiedenis
Zie ook: Altes Land.
Twielenfleth is van de drie dorpen in de gemeente het oudste; het komt in 1059 voor het eerst in een document voor.
In januari 1967 fuseerden de gemeenten Hollern en Twielenfleth tot de huidige gemeente, die tot juli 1984 alleen de naam Hollern droeg. De inwoners van Twielenfleth voerden toen met succes actie om ook hun dorp deel te laten uitmaken van de naam van de gemeente.

## Bezienswaardigheden

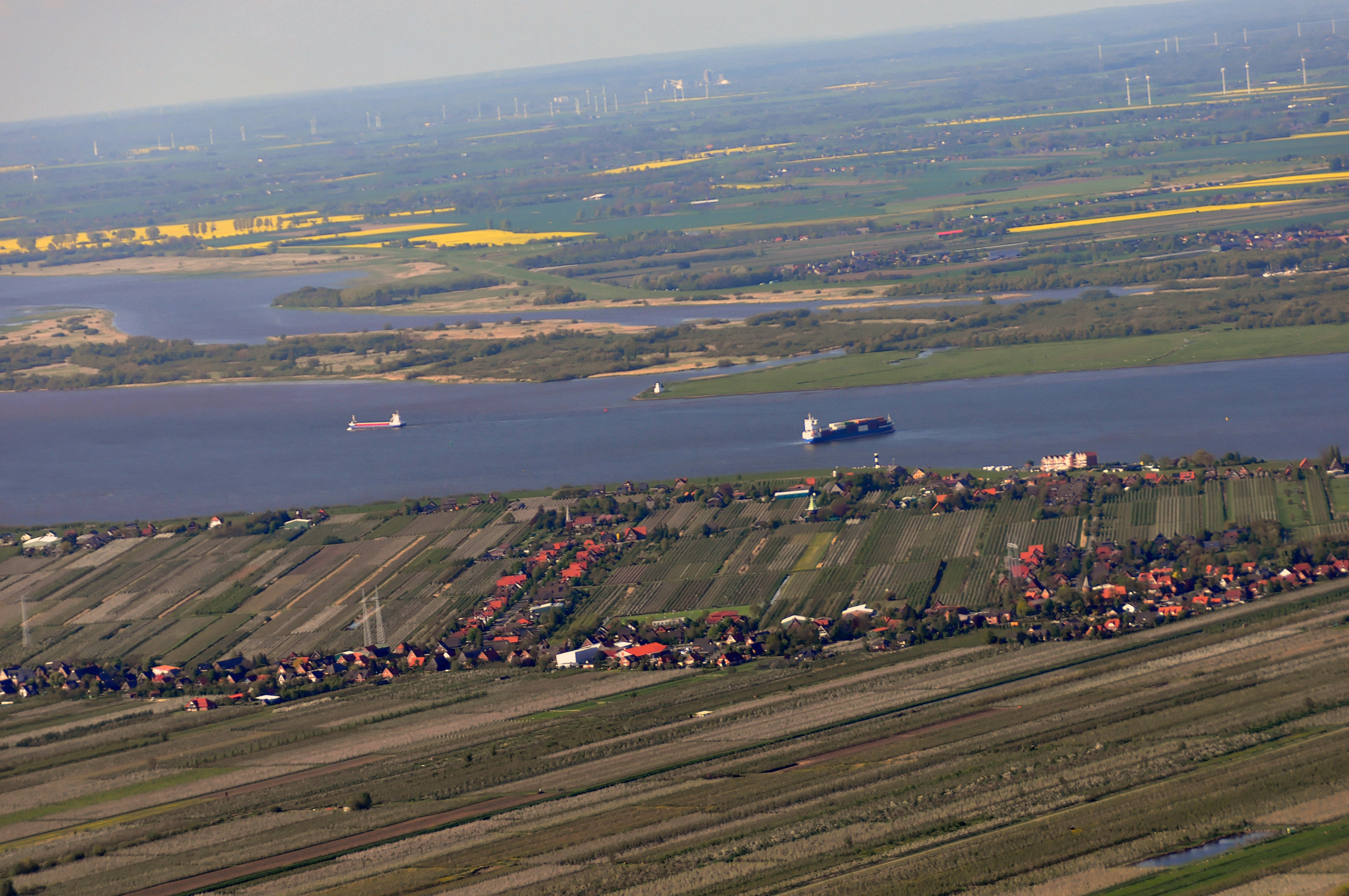
Luchtfoto van Hollern-Twielenfleth en de Elbe
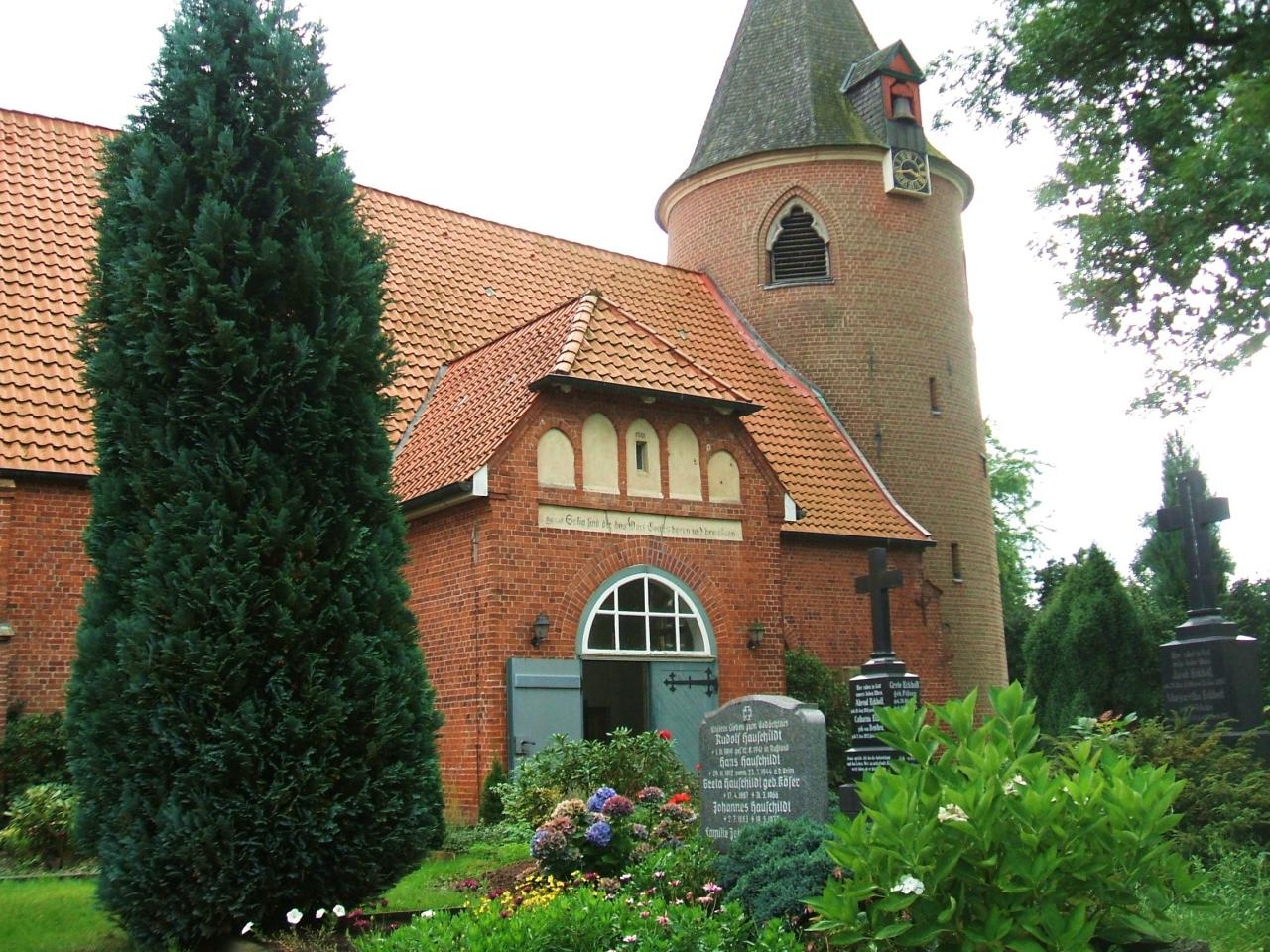
Hollern, Sint-Mauritiuskerk
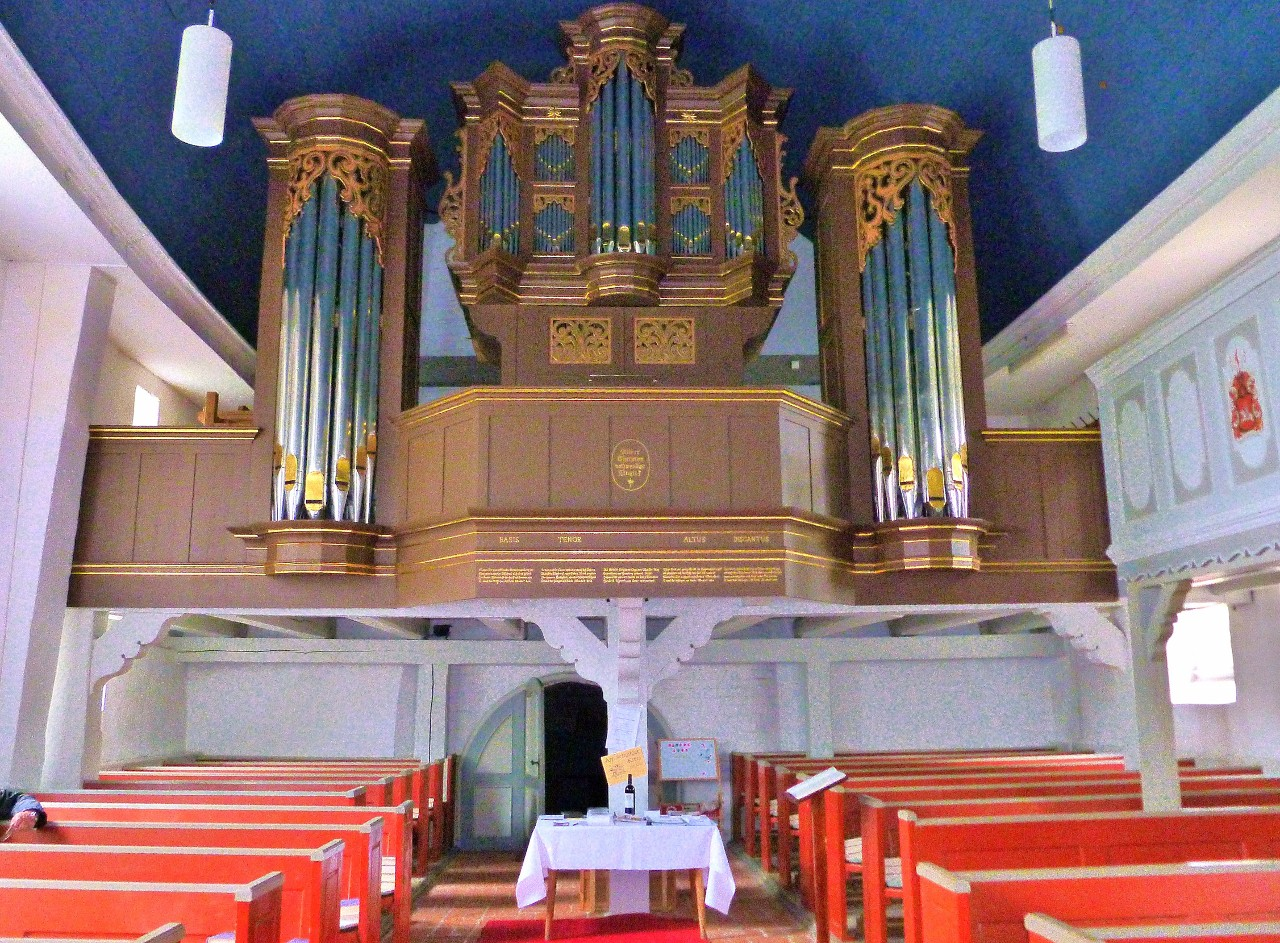
Orgel in deze kerk
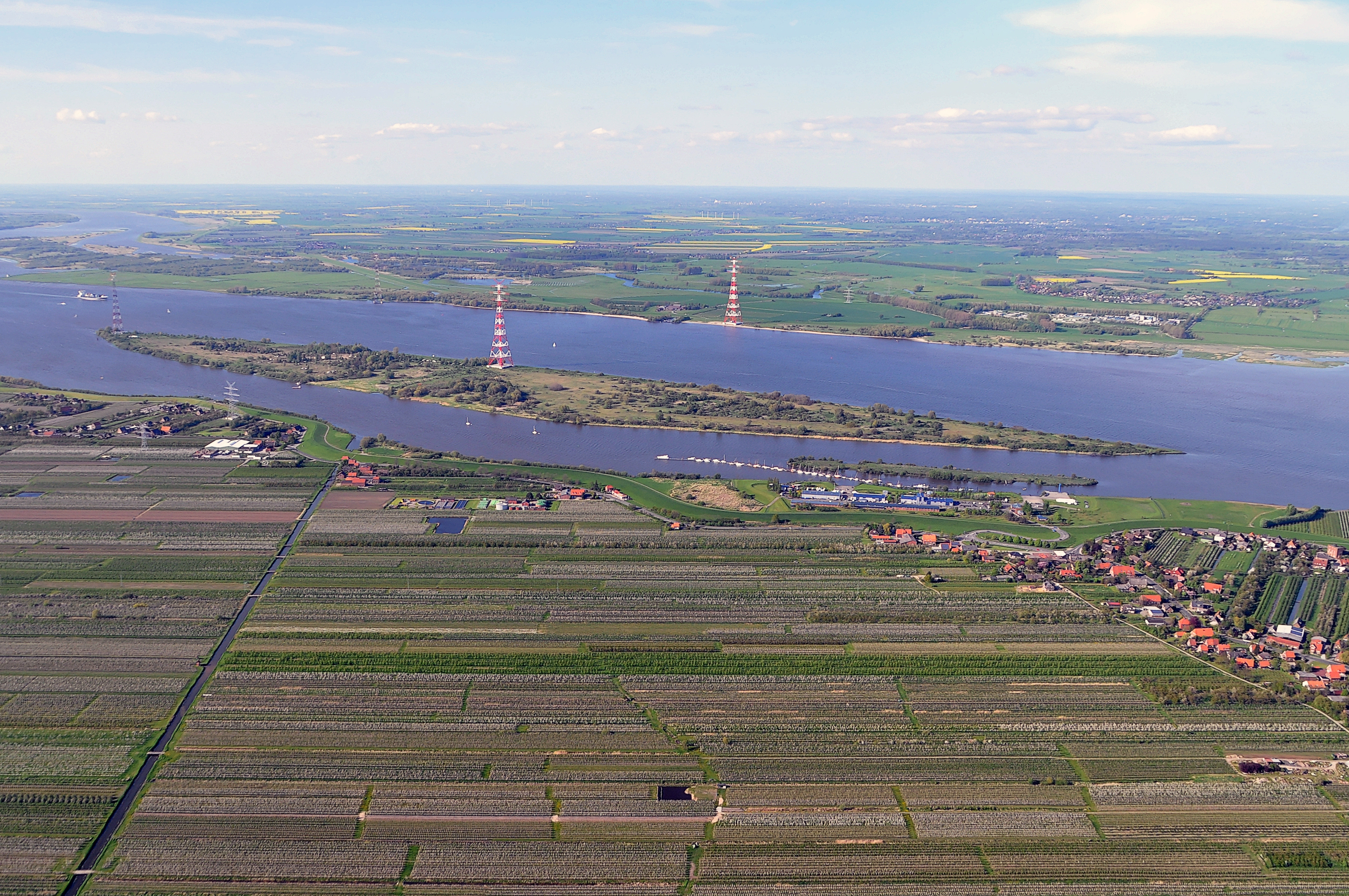
Eiland Lühesand in de Elbe
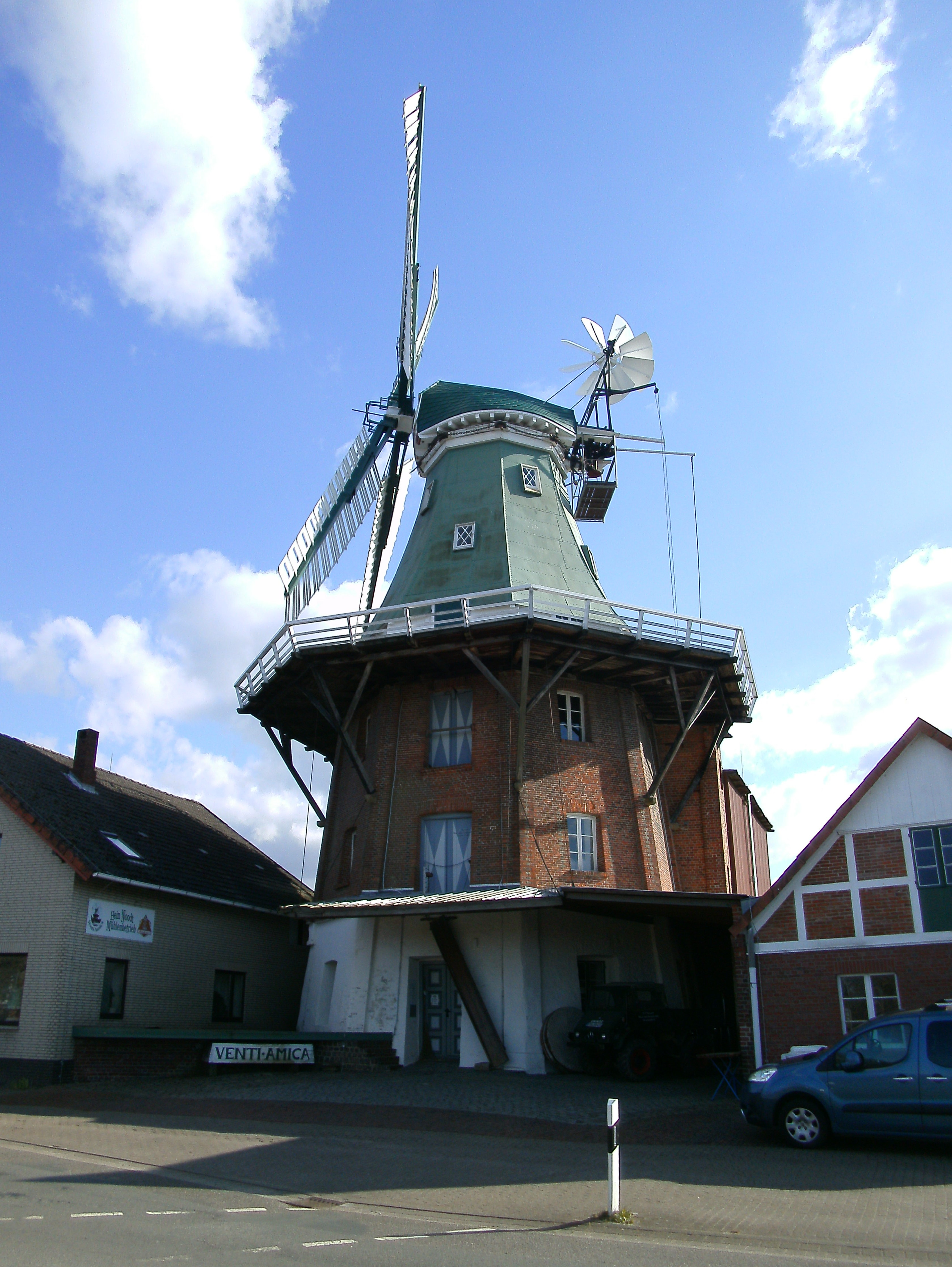
Windmolen Venti Amica

De belangrijkste bezienswaardigheid in de gemeente is de sinds de Reformatie in 1540 evangelisch-lutherse Sint-Mauritiuskerk te Hollern. De ronde toren bij deze kerk, het oudste bewaard gebleven bouwwerk van de gehele Samtgemeinde, dateert van omstreeks 1200 en diende in het verleden ook als schuilplaats voor de bevolking bij aanvallen door vijanden en bij overstromingen. Het godshuis zelf dateert van het jaar 1901 en werd opgericht op de restanten van een ouder, bouwvallig geworden kerkgebouw. De kerkinventaris is echter beduidend ouder. Kunsthistorisch belangrijk is vooral het kerkorgel, dat door de beroemde orgelbouwer Arp Schnitger omstreeks 1690 werd voltooid.
Tussen Bassenfleth en Twielenfleth ligt langs de Elbe een ongeveer één kilometer lang zandstrand. Aan de Elbe staat een vakantiehuisjespark.
Niet ver van Hollern ligt in de Elbe het eiland Lühesand. Het is voor het grootste deel een vogelreservaat, onderdeel van het natuurgebied Elbe und Inseln. Op het eiland is een vanuit het naburige Grünendeich per voetveer bereikbare camping met restaurant. Op het 127 hectare grote eiland staan twee 189 respectievelijk 227 meter hoge hoogspanningsmasten.
De markante windmolen Venti Amica (Vriendin van de Wind) te Twielenfleth werd in 1855 gebouwd, woei bij een zware storm in 2017 om maar werd spoedig gerestaureerd. De achtkante bovenkruier is nog maalvaardig en kan bezichtigd worden. Er is een winkeltje in het gebouw gevestigd.

## Met de gemeente verbonden
De bekende journalist, tot 2019 verbonden aan Der Spiegel, met Pakistaanse roots Hasnain Kazim, geboren in 1974, woonde als kind in de gemeente.